# مالويا
مالويا Maloya هو أحد النوعين الموسيقيين الرئيسيين في لا ريونيون، ويُغنى عادة بلغة Réunion Creole، ويرافقه تقليديًا الإيقاع والقوس و الموسيقي.  نمط مالويا الموسيقى هو شكل جديد يعود أصله إلى موسيقى العبيد الأفارقة والملغاشيين والعمال الهنود المستأجرين في الجزيرة، كما هو الحال مع الموسيقى الشعبية الأخرى في ريونيون، سيجا.
يقارن صحفيو الموسيقى العالمية والباحثون غير المتخصصين في بعض الاحيان المالويا بموسيقى البلوز الأمريكية، على الرغم من أن لديهم القليل من القواسم المشتركة.  واعتبرت المالويا تهديدا للدولة الفرنسية لدرجة أنه تم حظرها في السبعينيات. 

## أنظر أيضا
- موسيقى سيجا
- موسيقى ريونيون

## روابط خارجية
- مقال عن maloya في جامعة لافال (بالفرنسية)